# Верджин (горы)
Верджин (англ. Virgin Mountains) — небольшой горный массив между плато Колорадо и зоной долин и хребтов на северо-востоке пустыни Мохаве площадью около 300 км², имеет длину около 60 км и ширину около 13 км; занимает территорию округа Кларк на юго-востоке штата Невада и округа Мохаве на север-западе штата Аризона, в США. Название переводится с английского языка как «Девственные горы». Горный массив тянется с северо-востока на юго-запад по левому берегу реки Верджин до её впадения в водохранилище Мид. Рядом с горами находится город Мескит.
Самой высокой точкой гор над уровнем моря является Верджин-Пик (2422 м); следующая за ней вершина — гора Бангс (2442 м). В гидрологическом отношении горы Верджин расположены в Нижнем Колорадо — водоразделе озера Мид. 91,6% территории гор находится в ведении Бюро по управлению земельными ресурсами. На северо-востоке часть земель к северу от горы Бангс входит в Национальный памятник Гранд-Каньон-Парашант, находящийся под управлением всё того же Бюро по управлению земельными ресурсами, и в район дикой природы Пайют. Горы Верджин характеризуются засушливым климатом.
Здесь обитает много видов ящериц, а также гремучник Стивенса и стройный глянцевый уж. Среди деревьев растущих в горах Верджин преобладают сосна однохвойная, пихта одноцветная, можжевельник жёсткосемянный,  псевдотсуга Мензиса, кипарис аризонский и можжевельник скальный. В горах обитает эндемичный вид палочников — Палочник невадский.